# إد ستراتون
إد ستراتون (بالإنجليزية: Ed Stratton)‏ هو لاعب كرة قاعدة أمريكي، ولد في 1858 في بالتيمور في الولايات المتحدة، وتوفي بنفس المكان في 31 يناير 1900.

## وصلات خارجية
- إد ستراتون على موقعبيزبول رفرنس.كوم (الدوري الرئيسي) (الإنجليزية)
- إد ستراتون على موقعبيزبول رفرنس.كوم (الدوري الثانوي) (الإنجليزية)